# Contrat fédéral (rugby à XV)
Pour les articles homonymes, voir Contrat fédéral.
Dans le domaine du rugby à XV, un contrat fédéral désigne un contrat liant un joueur à une fédération nationale.

## Afrique du Sud
Les contrats fédéraux ne sont pas instaurés par la fédération : les internationaux sont ainsi rémunérés par leur franchise sud-africaine de Super Rugby, et reçoivent une prime pour chaque convocation en équipe nationale.

## Angleterre
Les contrats fédéraux ne sont pas instaurés par la fédération : les internationaux restent sous contrat avec leurs clubs respectifs, et sont libérés deux semaines avant chaque période de rencontres internationales. Trois listes de 32 joueurs « protégés » sont mises en place chaque année, pour l'équipe nationale ainsi que l'équipe réserve et la sélection des moins de 20 ans ; une compensation financière de 16 millions d'euros est distribuée aux clubs comptant des joueurs de ces trois listes dans leurs effectifs.
En amont de la Coupe du monde de rugby à XV 2017, 50 joueuses signent un contrat avec la fédération, à temps plein ou partiel. Néanmoins, cette dotation est réaménagée après la compétition, bénéficiant ensuite à 17 joueuses de rugby à sept. Deux ans plus tard, 28 contrats professionnels à plein temps sont à nouveau instaurés pour l'équipe nationale à XV.

## Argentine
Trente internationaux masculins sont sous contrat avec la fédération, et évoluent ainsi autant en Super Rugby qu'avec l'équipe nationale. Seule une poignée de joueurs internationaux évoluent à l'étranger, sans contrat fédéral.

## Australie
Trente internationaux sont sous contrat avec la fédération. Les autres joueurs sélectionnés en équipe nationale sont rémunérés par la franchise australienne de Super Rugby dans laquelle ils évoluent, et reçoivent une prime pour chaque convocation en équipe nationale.
Les internationaux comptant plus de 60 sélections internationales ou ayant disputé le Super Rugby pendant sept saisons peuvent évoluer en club à l'étranger, tout en continuant à être appelés en équipe nationale ; cette mesure est surnommée « loi Giteau », en référence à l'aménagement mis en place afin de permettre la sélection de Matt Giteau pour la Coupe du monde 2015. D'autres joueurs bénéficient de contrats flexibles, leur permettant de jouer sur une période courte de deux à trois mois à l'étranger.
À partir de 2023, les joueuses de l'équipe nationale accèdent elles aussi à des contrats fédéraux.

## Écosse
La majorité des internationaux sont sous contrat avec la fédération, et évoluent dans l'une des franchises écossaises évoluant en Pro12.

## France

### En rugby à sept
Les internationaux masculins à sept sont encadrés par des contrats fédéraux. Après l'officialisation de l'intégration du sport au programme des Jeux olympiques à compter de 2016, la fédération instaure alors ces contrats, mettant les joueurs concernés à son entière disposition pour porter le maillot national toute la saison ; sans club, ces joueurs ne pratiquent plus le rugby à XV en compétition officielle ; Terry Bouhraoua est ainsi le premier joueur à signer un contrat fédéral dans cette optique. En 2016, Virimi Vakatawa devient le premier joueur français sous contrat fédéral à être mis à disposition de l'équipe nationale à XV, tout en continuant la pratique du rugby à sept ; il est ainsi le seul joueur international à ne pas évoluer en club, et suit en compensation un programme d'entraînement spécifique au Centre national du rugby.
Chez les équipes féminines, alors que le sport n'est pas professionnalisé, les internationales à sept sont également encadrées par des contrats fédéraux à temps partiel, tout en continuant à évoluer avec leurs clubs de rugby à XV,.

### En rugby à XV
En rugby à XV, s'il n'existe pas de contrat fédéral en catégorie masculine, la Fédération française de rugby et la Ligue nationale de rugby signent une convention afin de mettre en place à compter de la saison 2014-2015 une liste de joueurs « protégés », au nombre de 30, plafonnant ainsi le nombre de matchs disputés en club par ces derniers. Une nouvelle convention est élaborée la saison suivante : une liste « élite » ainsi qu'une liste « développement », de 30 joueurs chacune. Lors de sa prise de fonction à la tête de la fédération, Bernard Laporte évoque son intention de placer 40 joueurs sous contrat fédéral, en prenant la moitié du salaire de ces joueurs en charge, en contrepartie d'une période de six mois à disposition de l'équipe nationale. Entre-temps, la liste élite est élargie à 45 joueurs pour couvrir la saison 2017-2018.
En catégorie féminine, après avoir réformé la formule des différents niveaux du championnat de France, la fédération fait signer un contrat fédéral à mi-temps à 24 joueuses en novembre 2018. Cette manœuvre s'inspire du système de contrats fédéraux déjà en place au rugby à sept, tout en gardant une collaboration entre les équipes nationales féminines de ces deux pratiques de rugby ; ainsi, alors que certaines joueuses auraient pu prétendre disputer l'édition 2019 du Tournoi des Six Nations, elles sont sélectionnées avec l'équipe nationale de rugby à sept afin de favoriser l'objectif de qualification pour les Jeux olympiques de 2020,. La liste est étendue à un total de 26 joueuses en août 2019.

## Irlande
La majorité des internationaux sont sous contrat avec la fédération, et évoluent dans l'une des franchises irlandaises évoluant en Pro12 ; en effet, seuls les joueurs évoluant sur le territoire national sont susceptibles d'être sélectionné en équipe nationale, sauf dérogation exceptionnelle. La fédération assure 90 % du montant des salaires des internationaux, tandis qu'elle participe à 50 % dans le cas de joueurs sous contrat qui ne sont pas encore capés,.

## Nouvelle-Zélande
Les internationaux masculins sont sous contrat avec la fédération, qui assure leur rémunération ; ces derniers perçoivent indépendamment un salaire quand ils évoluent en club avec une des franchises néo-zélandaise de Super Rugby. Ils reçoivent également une prime en fonction de leur participation aux stages nationaux de l'équipe nationale.
À partir de 2018, trente des joueuses internationales entrent également sous contrat avec la fédération.

## Pays de Galles
Depuis août 2014 et jusqu'en 2020, quinze internationaux sont en « double contrat » sur une période de deux à quatre ans, supporté à 60 % par la fédération et à 40 % par la franchise galloise de Pro12 avec laquelle chacun d'entre eux évoluent,. En octobre 2017, la réglementation de sélection des internationaux gallois est durcie : sur le modèle de la fédération australienne, tout joueur évoluant à l'étranger devra compter au moins 60 sélections pour être à nouveau appelé en sélection nationale.